# Fahéjszínű sáfránymadár
A fahéjszínű sáfránymadár (Pericrocotus cinnamomeus) a madarak osztályának verébalakúak (Passeriformes)  rendjébe és a tüskésfarúfélék (Campephagidae) családjába tartozó faj.

## Rendszerezése
A fajt Carl von Linné svéd természettudós írta le 1766-ban, a Motacilla nembe Motacilla cinnamomea néven.

## Alfajai
- Pericrocotus cinnamomeus cinnamomeus (Linnaeus, 1766)
- Pericrocotus cinnamomeus malabaricus (Gmelin, 1789)
- Pericrocotus cinnamomeus pallidus E. C. S. Baker, 1920
- Pericrocotus cinnamomeus peregrinus (Linnaeus, 1766)
- Pericrocotus cinnamomeus sacerdos Riley, 1940
- Pericrocotus cinnamomeus saturatus E. C. S. Baker, 1920
- Pericrocotus cinnamomeus separatus Deignan, 1947
- Pericrocotus cinnamomeus thai Deignan, 1947
- Pericrocotus cinnamomeus vividus E. C. S. Baker, 1920

## Előfordulása
Dél- és Délkelet-Ázsiában, Banglades, Bhután, Kambodzsa, India, Indonézia, Laosz, Mianmar, Nepál, Pakisztán, Srí Lanka, Thaiföld és Vietnám területén honos. 
Természetes élőhelye a szubtrópusi vagy trópusi síkvidéki esőerdők, mangroveerdők, száraz erdők és cserjések, valamint szántóföldek és vidéki kertek. Állandó, nem vonuló faj.

## Megjelenése
Testhossza 16 centiméter, testtömege 6–12 gramm.
|  |  |  |

## Életmódja
Főleg molyokkal, hernyókkal és más rovarokkal táplálkozik.

## Természetvédelmi helyzete
Az elterjedési területe rendkívül nagy, egyedszáma pedig stabil. A Természetvédelmi Világszövetség Vörös listáján nem veszélyeztetett fajként szerepel.